# Schaghticoke (Nueva York)
Schaghticoke es un pueblo ubicado en el condado de Rensselaer en el estado estadounidense de Nueva York. En el año 2000 tenía una población de 7,456 habitantes y una densidad poblacional de 58 personas por km².

## Geografía
Schaghticoke se encuentra ubicado en las coordenadas 42°52′50″N 73°36′35″O / 42.88056, -73.60972.

## Demografía
Según la Oficina del Censo en 2000 los ingresos medios por hogar en la localidad eran de $48,393, y los ingresos medios por familia eran $57,423. Los hombres tenían unos ingresos medios de $40,574 frente a los $27,078 para las mujeres. La renta per cápita para la localidad era de $20,673. Alrededor del 4.7% de la población estaban por debajo del umbral de pobreza.